# 모함마드 하디 사라비
모함마드 하디 사라비 다르콜라에이(페르시아어: محمدهادی ساروی دارکلایی,‎ 1998년 1월 6일~)는 이란의 레슬링 선수이다. 2020년 하계 올림픽 그레코로만형 헤비급에서 동메달, 2024년 하계 올림픽 그레코로만형 헤비급 금메달을 획득했으며, 세계 선수권 대회에서 금메달 1개, 동메달 2개를 획득했다.